# Incoronazione della Vergine (Velázquez)
L'incoronazione della Vergine è un dipinto a olio su tela (176x134 cm) realizzato tra il 1641 ed il 1644 circa dal pittore Diego Velázquez. È conservato nel Museo del Prado.
Probabilmente il dipinto venne commissionato per l'oratorio di corte di Elisabetta di Francia, regina consorte di Filippo IV di Spagna al Real Alcázar di Madrid.

## Descrizione
Il dipinto di Velázquez è uno dei pochi lavori a tema religioso dell'artista (noto soprattutto come ritrattista). La composizione dell'opera è orientata sulla base di una figura di un triangolo invertito, dando così il senso di grande equilibrio e linee armoniche. La figura principale della Vergine Maria, in atteggiamento di modestia, riverenza ed emozione, con gli occhi abbassati e le labbra incurvate, è posta al centro del dipinto.